# Pagoda Eindawya
La pagoda Eindawya (in birmano အိမ်တော်ရာဘုရား, Eindawya Paya; lett. "pagoda della casa reale") è uno stupa buddista a Mandalay, in Birmania. Fu costruita dal re Pagan Min nel 1847, sul sito della sua residenza estiva, prima della sua ascesa al trono, quand'era principe. È ricoperta di foglie dorate da cima a fondo ed è considerata un tempio ben proporzionato ma trascurato. La pagoda raggiunge un'altezza di 34 metri (114 piedi).
Nel 1919, nel periodo delle lotte per l'indipendenza del Paese, fu teatro di uno scontro da un gruppo di europei che vi entrò con le scarpe, in spregio alle regole buddiste, e un gruppo di monaci che li cacciò; questi ultimi furono infine arrestati e condannati al carcere dal tribunale coloniale.